# Foho Lekeama
Der Foho Lekeama (kurz: Lekeama) ist ein Berg in der osttimoresischen Gemeinde Bobonaro. Er liegt im Westen des Südterritoriums des Sucos Guenu Lai (Verwaltungsamt Cailaco), im Zentrum der Aldeia Melemaga. Der Lekeama hat eine Meereshöhe von 637 m. Er befindet sich am westlichen Rand einer kleinen Hochebene. Östlich des Berges liegt das Land etwa 40 Meter höher, als westlich.